# Navistar International
Navistar International, ou Navistar, (NYSE : NAV), est une entreprise américaine de construction de camions, d'autobus et de moteurs. En 2009, elle est connue du grand public par les camions de sa filiale International Trucks.

## Histoire
Son histoire a commencé à Chicago, en 1902, avec la création d'International Harvester issu de la fusion, sous la houlette de la banque JP Morgan, des entreprises Mc Cormick Harvesting Machine Company et de Deering Harvester Company, deux constructeurs de machines agricoles leaders sur leurs marchés. L'entreprise a développé progressivement de multiples activités, telles que la construction de camions, celle de turbines à gaz ou celle de matériel de motoculture.
Dans les années 1980, elle connait de très grandes difficultés qui la conduisent à céder toutes ses activités, y compris celles historiques dans l'agriculture, à l'exception de la fabrication des camions, sur laquelle elle s'est recentrée depuis.
Ce changement d'activités d'une part et la cession de la marque International Harvester d'autre part l'amènent à changer de nom en 1986, date à laquelle elle prend celui de Navistar International.
Au mois de février 2011, Navistar s'associe à EcoMotors pour développer un moteur turbo à pistons opposés,,.
Dans le cadre des lois sur la protection de l'air, l'Agence de protection de l'environnement (EPA) a imposé à tous les fabricants de camions de fortement diminuer leurs émissions d'oxyde d'azote dans un délai de neuf ans. La plupart des fabricants se sont conformés à cet ordre en investissant massivement dans une technologie moins émissive, mais Navistar a choisi une solution non efficace et n'avait atteint les niveaux d’émissions exigés à la date limite fixée par l'EPA. Navistar a cependant obtenu une dérogation lui permettant de produire et vendre des moteurs non conformes après la date limite en utilisant une réserve de crédits d’émission, mais le constructeur a épuisé sa réserve de crédits. L'EPA a alors publié une règle finale provisoire (IFR) autorisant Navistar à continuer à fabriquer et vendre des moteurs non conformes à condition de payer une pénalité de 1 919 $ par moteur mis sur le marché.
En septembre 2016, Volkswagen, bien qu'en mauvaise posture à cause du scandale du Dieselgate qui venait d'éclater (en 2015) annonce l'acquisition d'une participation de 16,6 % dans Navistar pour 256 millions de dollars en même temps qu'un contrat de fourniture de moteur Volkswagen est signé par Navistar.
En janvier 2020, le groupe Volkswagen annonce via sa filiale Traton (en) son intention d'acquérir Navistar pour 2,9 milliards de dollars, qu'il détenait à 16,6 % depuis 2016.